# Palazzo Carafa di Maddaloni (Nápoly)
A Palazzo Carafa di Maddaloni egy monumentális reneszánsz épület Nápolyban. 1466-ban jött létre a helyén már létező katonai létesítmények összeépítésével. Egyes részei katalán meg toszkán vonásokat viselnek. A belső udvart egy lófej-szobor díszíti melynek eredetijét a Régészeti Múzeumban őrzik. A szobor állítólag Vergilius alkotása, akiről úgy tartják, hogy költő léte mellett mágus is volt és a beteg lovak gyógyításával foglalkozott. A palota Nápoly történelmi óvárosában fekszik a Spaccanapoli mentén. Ebben a palotában lakott Garibaldi 1860-ban a város felszabadításakor.